# Hopelessly Devoted to You
Hopelessly Devoted to You is een nummer uit Grease. De muziek en tekst werden geschreven door John Farrar. Dit nummer is speciaal voor Grease geschreven. Door dit feit en doordat dit een origineel nummer was, werd Hopelessly Devoted to You in 1978 genomineerd voor de Academy Award voor Beste Originele Nummer (tijdens de 51ste Oscaruitreiking). Eerder in 1978 werd ook Grease zelf uitgebracht.

## Hitnoteringen

### Nederlandse Top 40
| Hitnotering: 16-09-1978 t/m 09-12-1978 | Hitnotering: 16-09-1978 t/m 09-12-1978 | Hitnotering: 16-09-1978 t/m 09-12-1978 | Hitnotering: 16-09-1978 t/m 09-12-1978 | Hitnotering: 16-09-1978 t/m 09-12-1978 | Hitnotering: 16-09-1978 t/m 09-12-1978 | Hitnotering: 16-09-1978 t/m 09-12-1978 | Hitnotering: 16-09-1978 t/m 09-12-1978 | Hitnotering: 16-09-1978 t/m 09-12-1978 | Hitnotering: 16-09-1978 t/m 09-12-1978 | Hitnotering: 16-09-1978 t/m 09-12-1978 | Hitnotering: 16-09-1978 t/m 09-12-1978 | Hitnotering: 16-09-1978 t/m 09-12-1978 | Hitnotering: 16-09-1978 t/m 09-12-1978 | Hitnotering: 16-09-1978 t/m 09-12-1978 |
| Week:                                  | 1                                      | 2                                      | 3                                      | 4                                      | 5                                      | 6                                      | 7                                      | 8                                      | 9                                      | 10                                     | 11                                     | 12                                     | 13                                     |                                        |
| -------------------------------------- | -------------------------------------- | -------------------------------------- | -------------------------------------- | -------------------------------------- | -------------------------------------- | -------------------------------------- | -------------------------------------- | -------------------------------------- | -------------------------------------- | -------------------------------------- | -------------------------------------- | -------------------------------------- | -------------------------------------- | -------------------------------------- |
| Positie:                               | 21                                     | 10                                     | 4                                      | 2                                      | 1                                      | 1                                      | 1                                      | 1                                      | 2                                      | 5                                      | 12                                     | 23                                     | 40                                     | uit                                    |

### Nationale Hitparade
| Hitnotering: 16-09-1978 t/m 30-12-1978 | Hitnotering: 16-09-1978 t/m 30-12-1978 | Hitnotering: 16-09-1978 t/m 30-12-1978 | Hitnotering: 16-09-1978 t/m 30-12-1978 | Hitnotering: 16-09-1978 t/m 30-12-1978 | Hitnotering: 16-09-1978 t/m 30-12-1978 | Hitnotering: 16-09-1978 t/m 30-12-1978 | Hitnotering: 16-09-1978 t/m 30-12-1978 | Hitnotering: 16-09-1978 t/m 30-12-1978 | Hitnotering: 16-09-1978 t/m 30-12-1978 | Hitnotering: 16-09-1978 t/m 30-12-1978 | Hitnotering: 16-09-1978 t/m 30-12-1978 | Hitnotering: 16-09-1978 t/m 30-12-1978 | Hitnotering: 16-09-1978 t/m 30-12-1978 | Hitnotering: 16-09-1978 t/m 30-12-1978 | Hitnotering: 16-09-1978 t/m 30-12-1978 | Hitnotering: 16-09-1978 t/m 30-12-1978 | Hitnotering: 16-09-1978 t/m 30-12-1978 |
| Week:                                  | 1                                      | 2                                      | 3                                      | 4                                      | 5                                      | 6                                      | 7                                      | 8                                      | 9                                      | 10                                     | 11                                     | 12                                     | 13                                     | 14                                     | 15                                     | 16                                     |                                        |
| -------------------------------------- | -------------------------------------- | -------------------------------------- | -------------------------------------- | -------------------------------------- | -------------------------------------- | -------------------------------------- | -------------------------------------- | -------------------------------------- | -------------------------------------- | -------------------------------------- | -------------------------------------- | -------------------------------------- | -------------------------------------- | -------------------------------------- | -------------------------------------- | -------------------------------------- | -------------------------------------- |
| Positie:                               | 22                                     | 11                                     | 2                                      | 1                                      | 1                                      | 1                                      | 1                                      | 2                                      | 3                                      | 7                                      | 14                                     | 18                                     | 23                                     | 26                                     | 34                                     | 47                                     | uit                                    |

### TROS Top 50
Hitnotering: 07-09-1978 t/m 07-12-1978. Hoogste notering: #1 (3 weken).

### NPO Radio 2 Top 2000
| Nummer met noteringen in de NPO Radio 2 Top 2000 | '99 | '00 | '01 | '02  | '03  | '04  | '05  | '06  | '07  | '08  | '09  | '10  | '11  | '12-'21 | '22  |
| ------------------------------------------------ | --- | --- | --- | ---- | ---- | ---- | ---- | ---- | ---- | ---- | ---- | ---- | ---- | ------- | ---- |
| Hopelessly Devoted to You                        | 650 | 751 | 932 | 1399 | 1576 | 1221 | 1302 | 1342 | 1865 | 1416 | 1801 | 1881 | 1812 | -       | 1167 |

1. ↑  Een '-' betekent dat het nummer niet was genoteerd en een vetgedrukt getal geeft de hoogste notering aan.
2. ↑  Deze tabel is bijgewerkt tot en met de laatste editie (2024).